# J.S. Bagge & Co:s Kemiska fabrik för Elddon
J.S. Bagge & Co:s Kemiska fabrik för Elddon var den första tändsticksfabriken i Sverige. Den grundades 1836 i Stockholm av Jonas Samuel Bagge, Joachim Åkerman och kaptenen S.A. Callerström.
Fabriken tillverkade olika typer av tändstickor och också eau de Cologne, lackfernissor och rakstriglar, vilka försåldes från fabriksboden på Drottninggatan 52.
Det tidigare fosfortändstickorna var mycket farliga, eftersom de tillverkades av vit fosfor och riskerade att antändas vid ofrivillig friktion. Gustaf Erik Pasch utvecklade en metod med användning av röd fosfor med separering av de verksamma ingredienserna mellan tändsats och plån. En del av antändningsmaterialet fästes på ett plån, medan stickorna doppades i det övriga. Eftersom Paschs 1844 patenterade tändsticka inte kunde antändas lika lätt som en traditionell fosforsticka, kallades den säkerhetständsticka.
Säkerhetständstickor började 1844 tillverkas i Bagges fabrik, i vilken Pasch sedan 1841 var delägare, i liten skala, men produktionen blev inte framgångsrik. Fabriken hade svårigheter med plånen, samtidigt som den röda fosfor som krävdes vid denna tid var alltför dyr. Fabriken tvingades därför slå igen 1848. Säkerhetständstickan kom först till användning med bröderna Johan Edvard och Carl Frans Lundströms Jönköpings Tändsticksfabrik i Jönköping. Johan Edvard Lundström var kemist och utvecklade Paschs uppfinning. När Paschs patentet gått ut, kunde bröderna Lundström ta patent på sin egen version, som blev belönad vid Världsutställningen i Paris 1855. Omkring 1860 kunde sedan röd fosfor, tack vare en brittisk uppfinning, tillverkas billigt i industriell skala. Tillsammans med framgångsrik mekanisering av tändsticksproduktionen i Jönköping, kunde därefter säkerhetständstickan tillverkas framgångsrikt i stor skala där.